# Mohamed Mzali
Mohamed Mzali (en árabe: محمد مزالي‎) (Monastir, Túnez, 23 de diciembre de 1925 - París, 23 de junio de 2010) fue un político tunecino, del Partido Socialista Destouriano. Primer ministro de Túnez desde 1980 hasta 1986. Toda su carrera política y su talante de diálogo con otras fuerzas políticas debe entenderse desde su nacionalismo árabe. Para ello lanzó una serie de iniciativas como la fundación de un canal de televisión nacional tunecino, la arabización del sistema educativo. 
Su época de primer ministro fue una etapa de aperturismo y liberalización para Túnez, pero la pésima situación económica sumada a una serie de medidas que afectaron particularmente a las clases populares llevaron a poner fin a su mandato.
Participó como representante en diversos organismos, siendo portavoz de su país en el Comité Olímpico Internacional en 1965
Fue sucedido por Rachid Sfar en 1986, a quien a su vez sucedió un año después (1987) Zine El Abidine Ben Ali, dando poco después un golpe de Estado contra Bourguiba y ocupando la presidencia hasta 2011.

## Infancia, juventud y formación
Mohamed Mzali procede de los Ait Mzal, una tribu bereber de la región marroquí de Sous que se estableció en Túnez hace tres siglos. Es pariente de Mohamed Salah Mzali, político anterior a la independencia.
Tenía lazos con la familia de Bourguiba. Su padre era sobrino de la abuela materna de Bourguiba, y había estado a punto de casarse con su hermana. Finalmente se casó en 1913 con Aichoucha, una mujer de origen turco. Mohamed tenía una hermana llamada Saida, nacida en 1921.
Su padre era comerciante de aceite. Se afilió al Destur en 1925 y, en 1934, al Neo Destur. Fue la militancia de su padre por una mayor independencia de Túnez la que marcó la sensibilidad política de Mohamed. Ambos participaron en las revueltas de 1938.
Estudió en escuelas coránicas, en francoárabes de Monastir y Túnez, y en el colegio Sadiqi, manteniendo una vida estudiantil muy activa. Participó en las festividades por la creación de la Liga Árabe, en movimientos literarios y teatrales y asiste a eventos de la vida cultural de Túnez.
Inicialmente inclinado por la medicina, se especializó en filosofía influido por un profesor. Se graduó en 1947 y planeó marcharse a estudiar a Francia pero, al quedar sola su madre tras la muerte de su padre y el matrimonio de su hermana, ocupó diversos empleos para hacerse cargo, y decidió estudiar filosofía en vez de medicina por su menor duración.

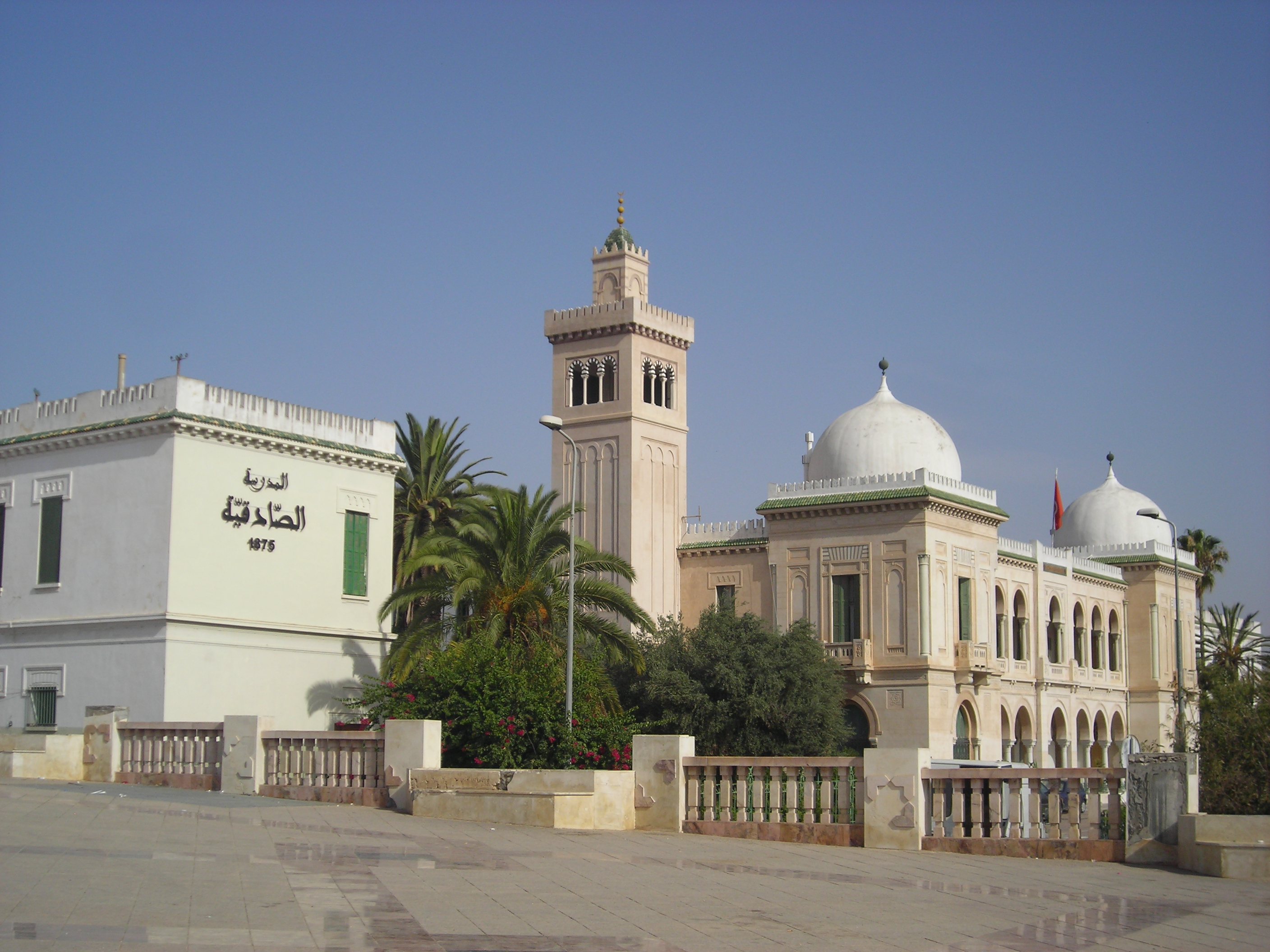
Colegio Sadiqi

En París se instaló en una casa de estudiantes y estudió en la Sorbona con profesores como Gaston Bachelard. Siguió una vida universitaria culturalmente activa y participó en la Asociación de Estudiantes Musulmanes Norteafricanos, donde conoció a muchos personajes que más adelante jugarían un papel importante en sus respectivos países. También coincidió con los que serían prohombres tunecinos en la Federación de Estudiantes Desturianos, y escribió en los periódicos afines.
Volvió a Túnez antes de graduarse y allí preparó su tesina, sobre Al Ghazali y Averroes. Enseñó árabe y filosofía en diversos colegios y en la Universidad Al Zaituna, en los que trató de inculcar a sus alumnos un espíritu patriótico, lo que le trajo algún problema con la dirección. Siguió participando en reuniones de los desturianos.
En 1952 formó parte del Consejo Consultivo de 40 miembros nombrados por el Bey para examinar el plan de reformas propuesto por el Residente general francés, que fue finalmente rechazado como atentatorio a la soberanía tunecina.
Durante esos años militó activamente en la sección de educación de la Unión General Tunecina del Trabajo (UGTT), que concordaba con las ideas nacionalistas de Mzali.

## Carrera política

### Primeros años
Toda la carrera política de Mohamed Mzali se entiende partiendo de su idea de que Túnez era una nación que estaba en proceso de ser creada. Por ello, los cuadros que en ese momento estaban en política tenían la "ardiente obligación" de llevar esta tarea por el bien común.
En 1956 es elegido por el ministro de Educación nacional, Lamine Chabbi, como jefe de su gabinete, puesto que ocupa desde 1956 hasta 1958. Una de las medidas que toma es proponer al escritor Taha Hussein como jurado de los exámenes de las escuelas normales, así como de participar en la vida cultural tunecina con conferencias y visitas a instituciones.

En 1959 Mzali es también diputado y es elegido como director general de Juventud y Deportes, cargo que ocupará hasta 1964. Durante este tiempo, se centra en promover actividades socioculturales alrededor de la familia, el trabajo o la escuela: casas de juventud, albergues, cineclubs.... En cuanto al deporte, en su obra La parole de l'action, dice lo siguiente:
"La actividad deportiva constituye una educación del cuerpo y del espíritu. Esta educación es un elemento fundamental de la formación integral del hombre. (...). El deporte aparece, entonces, como condición del arte de vivir con los otros; una manera de tender, con serenidad, una mano amiga; a fin de cuentas, un humanismo en marcha."

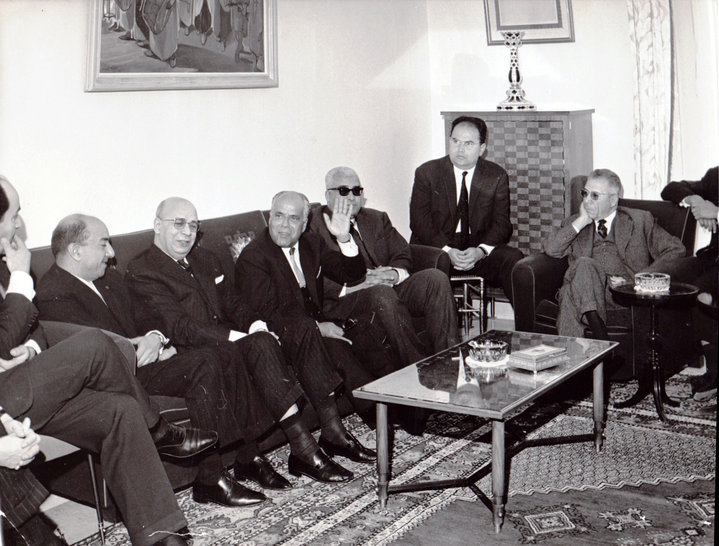
De izquierda a derecha: Mohamed Mzali, Ferjani Bel Hadj Ammar, Sadok Mokaddem, Habib Bourguiba, Bahi Ladgham, Hassib Ben Ammar y Hédi Nouira.

En 1964 es propuesto director general de Radiodifusión (RTT). Uno de sus proyectos fundamentales en este cargo será la fundación de la televisión tunecina, el 1 de junio de 1966. Según Mzali, la importancia de este empeño se debía a la necesidad de modernizar Túnez y a la importancia creciente de los medios de comunicación.

### Ministro
Como ministro, Mohamed Mzali ha ejercido los siguientes cargos:
- Ministro de Defensa (1968-1969)
- Ministro de Juventud y Deporte (1969-1970)
- Ministro de Educación nacional (1969-1970, 1971-1973 y 1976-1980), desde su perspectiva nacionalista, apuesta por la arabización de la enseñanza pública tunecina y aumenta la escolarización.
- Ministro de Sanidad pública (1973-1976)
- Ministro de Interior (1984-1986), asumiendo el cargo debido a la revuelta del pan.

### Primer ministro
Debido a la avanzada edad y a la menguante salud de Bourguiba, se disputa a su alrededor una guerra por la sucesión. Entre los participantes en esta guerra está Mohamed Mzali, que es nombrado primer ministro en 1980 con el objetivo de frenar la grave crisis económica que se da en Túnez en ese momento, en sustitución de Hédi Nouira.
En su gabinete participaron figuras como el expresidente de Túnez, Beji Caïd Essebsi, como ministro de Exteriores, o Fetia Mokhtar, como ministra de la Familia y la Promoción de la Mujer, esposa de Mzali.

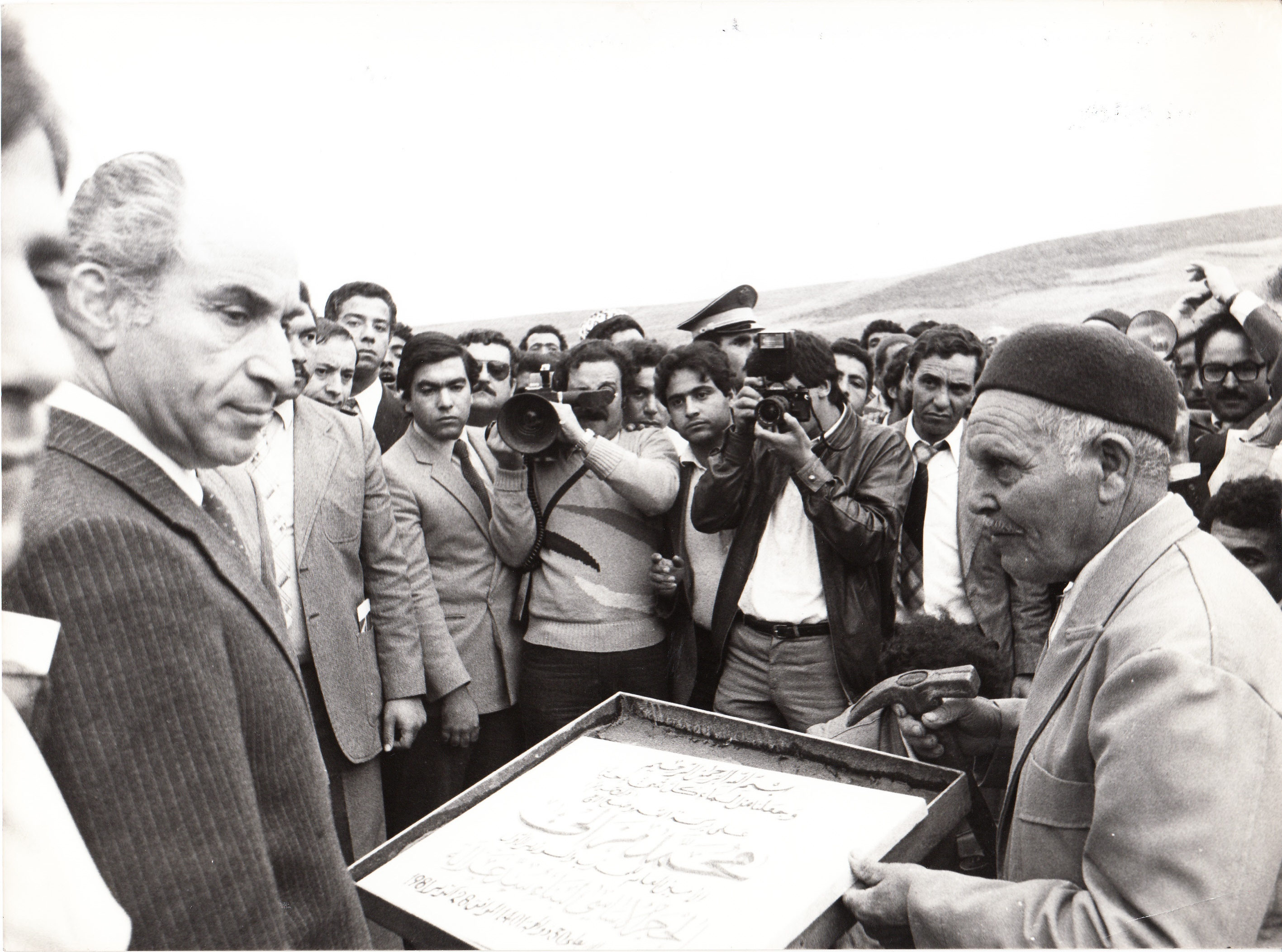
Mzali durante las elecciones de 1981

En sus años en el cargo se centró en mejorar la situación económica y en abrir el ámbito político. Para ello, llevó a cabo un programa de inversiones en industria no relacionada con el sector petroquímico con el objetivo principal de reducir el paro. También, en su mandato se celebraron las primeras elecciones en Túnez con una relativa pluralidad en los partidos, que incluían al Movimiento de Demócratas Socialistas, el Movimiento de Unidad Popular y al Partido Comunista Tunecino, aunque no al Movimiento de la Tendencia Islámica. También normalizó la situación con la UGTT.
Mzali abogó por una cierta cercanía con el pueblo libio, incluso tras romper Túnez relaciones diplomáticas con Libia en 1985. En sintonía con las manifestaciones públicas de solidaridad de los tunecinos, Mzali le propuso a Bourguiba, sin éxito, difundir un comunicado condenando los bombardeos lanzados por Estados Unidos sobre Trípoli y Benghazi en 1986.
En 1983 Bourguiba se vio obligado a pedir un préstamo al FMI. El aumento de los precios del petróleo y el estancamiento de la economía europea, con quien Túnez tenía lazos comerciales estrechos, empeoraron la crisis económica. Este préstamo, además, estuvo condicionado al recorte en el gasto público, la devaluación de la moneda y la eliminación de algunos subsidios, como los del trigo y la sémola.
El precio del pan, en consecuencia, se dispara, estallando la llamada revuelta del pan en varias ciudades y extendiéndose pronto a nivel nacional. La envergadura de los sucesos obligó al gobierno a establecer unas ayudas para los más necesitados y a subir el sueldo a los obreros. Más tarde, Mzali criticaría los dictados irregulares de Bourguiba con respecto al manejo de los precios del pan.

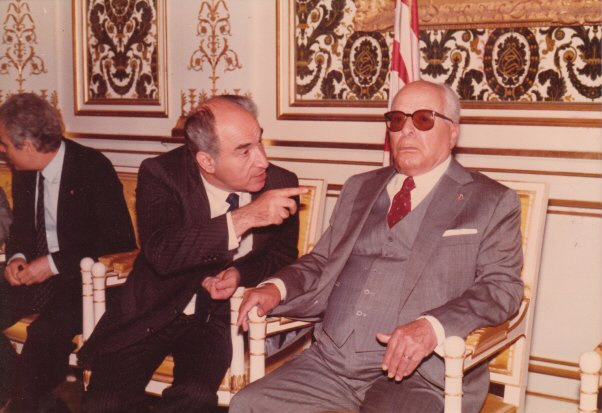
Bourguiba con Mzali en su etapa de Primer ministro

Ciertos sectores de la política se aprovecharon de la actuación del gobierno para lanzar críticas que reflejaban las pugnas por el poder que en ese momento se daban. Mzali las interpretó como un ataque hacia él y a Bourguiba. Más aún, la revuelta del pan y su posterior desarrollo político son el ejemplo de un régimen que tiene dificultades para su liberalización, con posiciones a favor y en contra, y que se junta a otros factores que ya funcionaban a nivel político y social.
Tras la revuelta, Bourguiba anunció que volvía a instaurar los subsidios al trigo y desautorizó a los ministros que habían participado en su retirada, entre ellos el propio Mzali. Muchos fueron relevados de sus puestos, como el ministro de Interior Driss Guiga, y militantes de otras agrupaciones acusadas de instigar las revueltas, como el Movimiento de la Tendencia Islámica, perseguidos, aumentando el apoyo popular a alternativas políticas islamistas.
El fracaso de las reformas económicas de Mzali y el ruido de sables alrededor de Bourguiba hicieron que su imagen acabase totalmente desprestigiada. Algunas de las razones que se esgrimieron para su destitución fueron la tolerancia con los "integristas" o la excesiva arabización del sistema educativo. Huyó a Francia en julio de 1986 temiendo represalias judiciales por su actuación.

## Exilio y últimos días

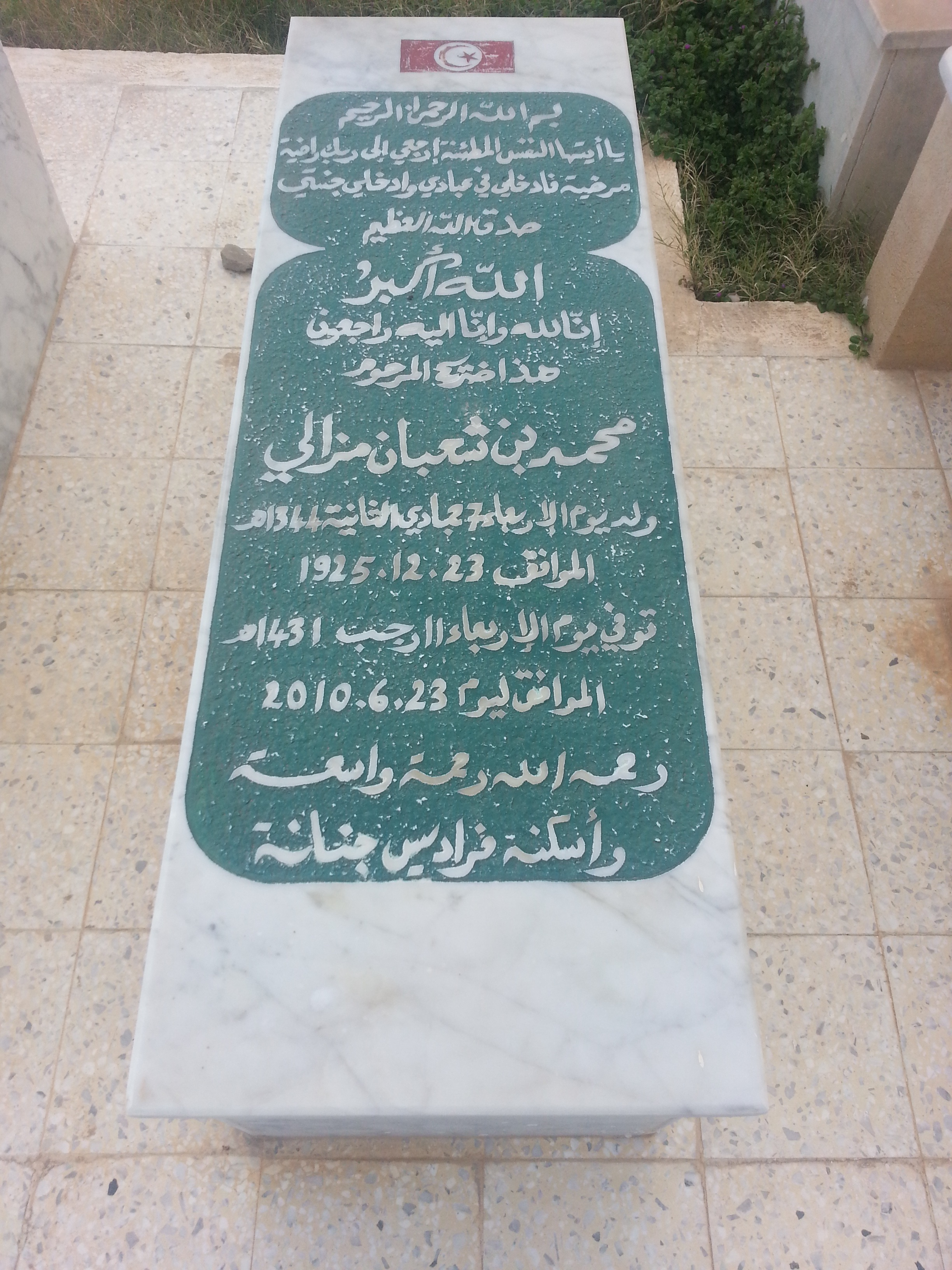
Tumba de Mohamed Mzali en Monastir

Durante su exilio en París, Mzali pasó a un segundo plano, escribiendo en algunos medios sobre asuntos de Túnez y del mundo árabe en general. Institucionalmente, se centró en la promoción del deporte a través de su participación en diversos organismos internacionales.
En 2002 las Cortes tunecinas anularon toda condena a Mohamed Mzali y se le permitió su vuelta al país.
Murió en París el 23 de junio de 2010, y su cuerpo está enterrado en Monastir, su ciudad natal.

## Críticas a Bourguiba y al Partido Socialista Desturiano
Muchas veces tenido por el "hijo espiritual" de Bourguiba, Mzali publicó en 1987 la Lettre ouverte à Habib Bourguiba, en la que a la vez critica y elogia la figura del presidente de Túnez, llamándolo visionario en su capacidad de prever un proceso de descolonización ya desde los años 30, y elogia su coraje político.
Sin embargo, y debido a la falta de confianza de Bourguiba en él durante la revuelta del pan y los años siguientes, se lamenta de que hubiese rechazado la vía de liberalización que el propio Mzali persiguió durante su mandato. Dice de él, además, que se había convertido en una figura paternalista con el pueblo tunecino y llevado su presidencia de forma personalista, llegando a decir que había perdido el contacto con la realidad.
En cuanto al Partido Socialista Desturiano, apunta que llegaba a confundirse con el propio Estado, y señala como muy problemática la corrupción y la falta de independencia del poder judicial, dándose detenciones arbitrarias o injustas como las de Ahmed Mestiri o Habib Achour. También apunta a otros problemas como las políticas reaccionarias llevadas a cabo durante mucho tiempo en la universidad.

## Actividades culturales y deportivas
Publica con frecuencia en el diario Neo Destur Al Horria y crea la revista Al Fikr, en la que participaron escritores emergentes durante las tres décadas posteriores.
Fue miembro de las Academias de las Buenas Letras de El Cairo, Damasco, Bagdad y Amán.
Mohamed Mzali era gran aficionado a los deportes y participó durante toda su vida en su promoción. Fue elegido miembro vitalicio del Comité Olímpico Internacional en 1965, organismo en el que ha participado en su Cuerpo Ejecutivo (1973-1980), del que ha sido vicepresidente (1976-1980), presidente de la Academia Olímpica Internacional (1977-1988) y miembro de diversas comisiones.
Fue también presidente del Comité Olímpico Tunecino (1962-1986) y presidente del Comité Internacional de Juegos Mediterráneos (1979-1987).

## Obra selecta
- La democracia, Kitab el Baath, Túnez, 1955 (en árabe)
- El espíritu de Al Fikr, Maison tunisienne d'édition, Túnez, 1969 (en árabe)
- El olimpismo hoy, Jeune Afrique, 1984 (en francés)
- Carta abierta a Habib Bourguiba, Alain Moreau, París, 1987 (en francés)
- Túnez: ¿qué porvenir?, Publisud, París, 1991 (en francés)
- Un primer ministro de Bourguiba testifica, Jean Picollec, París, 2004 (en francés)[32]